# Ordine esecutivo 6102

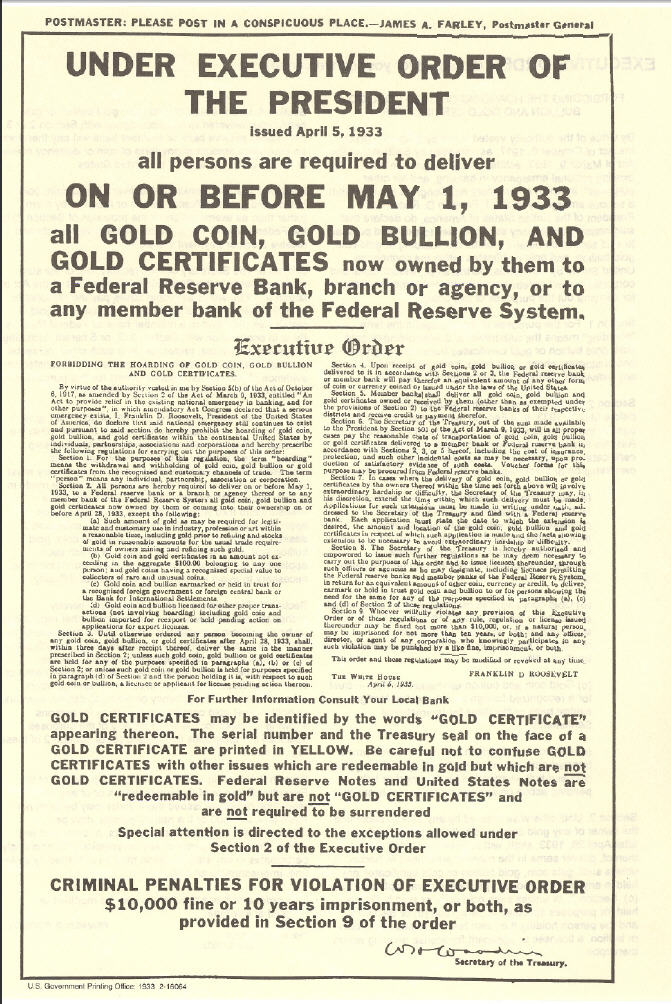

L'ordine esecutivo 6102 fu emanato dal presidente Franklin D. Roosevelt il 5 aprile 1933 (durante il periodo della grande depressione), per proibire il possesso di oro (in ogni sua forma: monete, lingotti e certificati aurei) da parte di qualsiasi individuo, associazione o società residente negli Stati Uniti d'America.
Il presidente emanò l'ordine approfittando di una legge di guerra in vigore, il Trading with the Enemy Act (Legge sul commercio con il nemico) del 1917, che non era stata abrogata alla fine della prima guerra mondiale, da lui fatta emendare dal Parlamento lo stesso anno per ampliarne i poteri.
L'ordine ammetteva il possesso pro capite di una quantità di oro inferiore a 100 dollari (circa 1150 $ del 2006 o meno di 5 once d'oro al valore del tempo, $20,67). Il provvedimento esentava quanti utilizzavano l'oro nella loro attività industriale, professionale o artistica e non si applicava a varie categorie di lavoratori (ad esempio: gioiellieri, dentisti ed elettricisti) o nel caso il deposito di oro fosse effettuato per conto di Stati esteri.
La pena per i trasgressori era fissata dall'art.9 in una multa superiore a 10'000 $ oppure un minimo di 10 anni di carcere o addirittura entrambe le pene.
Il 15 agosto 1971, il Presidente Richard Nixon abbassò a 35 $ (un'oncia al valore del tempo) il limite consentito per il possesso personale di oro, in seguito alla sospensione del gold standard.
La limitazione al possesso di oro negli Stati Uniti fu successivamente abrogata dal presidente Gerald Ford il 14 agosto 1974.

## Motivi
La ragione dichiarata per il decreto era che l'incetta d'oro, causata dalla difficile situazione economica, stava bloccando la crescita economica e facendo peggiorare la depressione. 
La logica sottostante all'ordine era rimuovere il vincolo che impediva alla Federal Reserve, la Banca centrale statunitense, di aumentare l'offerta di denaro durante la depressione; l'atto costitutivo della Fed (Federal Reserve Act del 1913) prescriveva che la Banca centrale poteva emettere banconote solo in ragione di una riserva in oro di non meno del 40% (cioè per ogni 20 dollari d'oro posseduti poteva emettere banconote per 50 dollari). Alla fine degli anni '20, la Federal Reserve aveva praticamente raggiunto il limite del numero di banconote ammissibili per l'oro in suo possesso. Senza acquisire altro oro non era quindi legalmente possibile creare nuova moneta.

## Effetto dell'ordine
L'ordine esecutivo 6102 ha richiesto a tutte le persone fisiche e giuridiche di consegnare entro il 1 ° maggio 1933 tutte le monete d'oro, l'oro e i certificati aurei eccedenti il limite prescritto di 5 once, in cambio di $ 20.67 per oncia. Secondo la legge Trading with the Enemy Act del 1917, come emendata dalla legge Emergency Banking Act del 9 marzo 1933, la violazione dell'ordine veniva punita con una multa fino a $ 10.000 oppure fino a dieci anni di carcere o entrambi.
L'ordine 6102 esplicitamente esentava chi ne faceva "uso comune nell'industria, nella professione o nell'arte", tra gli altri artisti, gioiellieri e dentisti. L'ordine permetteva inoltre a chiunque di possedere fino a US$ 100 in monete d'oro (un valore nominale equivalente a 5 once, circa 150 g, circa US$6000 al valore di mercato del Giugno 2017}. Erano esonerate anche le "monete d'oro rare e insolite di riconosciuto valore collezionistico", che altrimenti avrebbero dovuto essere fuse con le altre distruggendo così un patrimonio di importanza storica. 
Poco dopo l'acquisizione forzosa a $20,67 per oncia il prezzo dell'oro per le transazioni internazionali è stato quindi fissato in $35 per oncia, corrispondente ad una svalutazione del dollaro di poco meno del 70%. Il profitto che il governo ha realizzato ha finanziato il Fondo di stabilizzazione dei cambi (Exchange Stabilization Fund) istituito dal Gold Reserve Act nel 1934.
Le regole prescritte nel decreto esecutivo 6102 sono successivamente state modificate dal decreto esecutivo 6111 del 20 aprile 1933, entrambi poi sostituiti dai decreti esecutivi 6260 e 6261 del 28 e 29 agosto 1933, rispettivamente.
L'ordine esecutivo 6102 ha anche portato alla estrema rarità della moneta d'oro americana del 1933 (1933 Double Eagle). L'ordine ha causato l'interruzione della produzione di monete d'oro e tutte le monete del 1933 sono state distrutte. Circa 20 monete illegali furono rubate, portando ad un mandato del Servizio Segreto United States Secret Service per l'arresto e la confisca della moneta. Una moneta sopravvissuta alla distruzione fu venduta per oltre US$ 7,5 milioni nel 2002, rendendola una delle monete più preziose del mondo.

## Condanne legate all'ordine esecutivo 6102
Numerosi individui e società sono stati perseguiti per la violazione dell'ordine esecutivo 6102 del presidente Roosevelt. Le azioni giudiziarie si sono svolte con successivi ordini esecutivi 6111, 6260, 6261 e Gold Reserve Act del 1934.
Emerse inoltre la necessità di rafforzare l'ordine esecutivo 6102, in quanto la causa giudiziaria pilota fu persa e l'ordine dichiarato invalido dal giudice federale John M. Woolsey, poiché firmato dal presidente e non dal ministro del tesoro come richiesto dalla legge. 
Le circostanze del caso erano che un avvocato di New York, chiamato Frederick Barber Campbell, aveva un deposito presso la Chase National Bank di oltre 5000 once di oro (circa 160 Kg). Quando Campbell tentò di ritirare l'oro, la banca rifiutò e Campbell fece causa. Un procuratore federale ha poi incriminato Campbell il giorno seguente (27 settembre 1933) per non aver ceduto l'oro come prescritto dal decreto presidenziale. L'accusa non riuscì a far condannare Campbell, ma l'autorità del governo federale di impossessarsi dell'oro fu sancita e l'oro di Campbell fu confiscato.
La causa richiese all'amministrazione Roosevelt di emettere un nuovo ordine con la firma del Segretario del Tesoro, Henry Morgenthau, Jr., l'Ordine esecutivo 6260 e 6261, per permettere il sequestro dell'oro e l'azione giudiziaria. Pochi mesi dopo, il Congresso approvò il Gold Reserve Act del 1934 che ratificò gli ordini del Presidente Roosevelt. Fu emanata una nuova regolamentazione da parte del Tesoro, che prevedeva la confisca di tutto l'oro e l'imposizione di multe pari al doppio del valore dell'oro sequestrato per le violazioni.

### Casi notevoli di condanne
Gus Farber, un commerciante di diamanti e gioielli di San Francisco, fu perseguito per la vendita di tredici monete d'oro senza licenza. Gli agenti del servizio segreto hanno scoperto la vendita con l'aiuto del compratore. Farber, suo padre e altri 12 sono stati arrestati in quattro città americane dopo un'operazione che è stata condotta dal Servizio segreto degli Stati Uniti. Gli arresti si sono svolti contemporaneamente a New York e tre città della California, San Francisco, San Jose e Oakland. Morris Anolik è stato arrestato a New York con $ 5.000 in monete d'oro statunitensi e straniere; Dan Levin e Edward Friedman di San Jose sono stati arrestati con 15.000 dollari in oro; Sam Nankin è stato arrestato a Oakland; A San Francisco, nove uomini sono stati arrestati con l'accusa di accumulare oro. Nel complesso, 24.000 dollari in oro sono stati sequestrati da agenti segreti durante l'operazione. 
David Baraban e suo figlio Jacob Baraban possedevano una società di raffinazione. È stata revocata la licenza di Barabans per trattare l'oro da rottami, per cui i Baraban hanno gestito la loro attività di raffinazione con un'altra licenza, rilasciata a Minnie Sarch. I Baraban hanno ammesso che Minnie Sarch non aveva niente a che fare con l'attività e che aveva ottenuto la licenza in modo che i Baraban potessero continuare a trattare l'oro. I Baraban avevano una scatola di sigari piena di gioielli dorati visibili in una delle vetrine. Agenti governativi hanno perquisito l'attività del Baraban e hanno trovato un'altra scatola, di monete d'oro statunitensi e straniere, nascosta. Le monete sono state sequestrate e Baraban è stato accusato di complotto. 
Louis Ruffino fu accusato di tre violazioni del Trading with the Enemy Act del 1917, che ha limitato il commercio con paesi ostili agli Stati Uniti. Infine, Ruffino ha appellato la condanna alla Circuit Court of Appeals District 9 nel 1940; tuttavia, l'appello fu rigettato sulla base degli ordini esecutivi del presidente e del Gold Reserve Act del 1934. Ruffino, residente a Sutter Creek in California, era stato condannato per il possesso di 78 once d'oro a 6 mesi di carcere e a 500 dollari di multa, oltre al sequestro del suo oro. 
Anche gli stranieri hanno visto confiscare il proprio oro e sono stati costretti ad accettare banconote in cambio. La Uebersee Finanz-Korporation, società bancaria svizzera, aveva 1.250.000 dollari in monete d'oro per uso commerciale. L'Uebersee Finanz-Korporation affidò l'oro ad una ditta americana per la custodia e gli svizzeri furono sconvolti dal scoprire che il loro oro fu confiscato. Gli svizzeri hanno fatto appelli, ma questi appelli sono stati negati; avevano diritto alle banconote, ma non al loro oro. La società svizzera avrebbe perso il 40% del loro valore d'oro se avessero cercato di acquistare la stessa quantità d'oro con il denaro ricevuto in cambio dell'oro.
Un altro tipo di sequestro d'oro de facto è avvenuto in seguito ai diversi ordini esecutivi che riguardano obbligazioni, certificati d'oro e contratti privati. I contratti privati o le obbligazioni scritte in termini di oro dovevano essere pagate in moneta cartacea anziché in oro. Ciò nonostante il fatto che questi contratti e obbligazioni avessero proclamato che erano pagabili in oro, e almeno uno, il quarto Liberty Bond, era uno strumento federale. I ricorrenti hanno in ogni caso ricevuto denaro cartaceo anziché l'oro contrattualmente dovuto. I contratti e le obbligazioni sono stati scritti precisamente per evitare la svalutazione della valuta richiedendo il pagamento in oro. 
La Corte suprema ha confermato tutte le confische come costituzionali, con i giudici James Clark McReynolds, Willis Van Devanter, George Sutherland e Pierce Butler dissenzienti. I quattro giudici sono stati soprannominati dalla stampa "i Quattro Cavalieri", poiché i loro punti di vista conservatori erano in opposizione al programma del New Deal del Presidente Roosevelt.

## Abrogazione e successivi eventi
Il Gold Reserve Act del 1934 ha modificato il valore dell'oro da $ 20.67 a $ 35 per oncia, svalutando così il dollaro USA di poco meno del 70%. Il prezzo rimase in vigore fino al 15 agosto 1971, quando il presidente Richard Nixon annunciò che gli Stati Uniti non avrebbero più convertito dollari in oro a un valore fisso, abbandonando dunque il Gold Standard.
La proprietà privata dei certificati aurei è stata nuovamente permessa nel 1964 e possono da allora essere posseduti da collezionisti ma non sono redimibili in oro. La limitazione al possesso di oro negli Stati Uniti è stata abrogata dal presidente Gerald Ford il 14 agosto 1974.

## Sequestri di cassette di sicurezza
Le cassette di sicurezza riservate dagli individui non erano soggette a ricerca forzata o sequestro sotto l'ordine e le poche incriminazioni che si sono verificate negli anni Trenta per "incetta" d'oro sono state eseguite sotto diversi statuti. Uno dei pochi casi di questo tipo si è verificato nel 1936, quando una cassetta di sicurezza contenente più di 10000 once (300 kg) di oro appartenente a Zelik Josefowitz, che non era un cittadino statunitense, fu sequestrata con un mandato per evasione fiscale. 
Anche il Tesoro Usa è entrato in possesso di un gran numero di casseforti dovute a fallimenti bancari. Negli anni Trenta, oltre 3.000 banche fallirono e il contenuto delle loro cassette di sicurezza venne ceduto al Tesoro in custodia. Se nessuno rivendicava la cassetta, questa rimaneva in possesso del Tesoro. Nell'ottobre del 1981 c'erano 1.605 cassette di cartone nel seminterrato del Tesoro, ogni cartone centeneva i contenuti di una cassetta di sicurezza non rivendicata.

## Leggi simili in altri paesi
In Australia, la Parte IV della legge bancaria del 1959 consente al governo di sequestrare l'oro dei cittadini privati in cambio di denaro cartaceo quando il Governatore Generale d'Australia "È convinto che sia opportuno farlo, per la protezione della moneta o del credito pubblico"